# Dicranomyia retrograda
Dicranomyia retrograda är en tvåvingeart som först beskrevs av Alexander 1941.  Dicranomyia retrograda ingår i släktet Dicranomyia och familjen småharkrankar. Inga underarter finns listade i Catalogue of Life.